# 여서동
여서동(麗西洞)은 대한민국 전라남도 여수시의 동이다.

## 개요
여서는 여수의 서쪽에 위치한다 하여 여서라 하였으며 인접 지역은 봉산, 광무, 신월, 오림, 문수와 여천의 웅천동과 접하여 있고 구봉산과 장군산(태산)을 등지고 서북향으로 고락산을 마주보는 중간 지점에 위치하여 1914년 일제의 행정개편에 의하여 기동, 대치리를 합하여 여수 서쪽이 되므로 ‘여서리’라 하였다. 그런데 최근에는 신도시 개발로 옛 모습을 찾기 힘들정도로 지형이 바뀌었다. 여서동은 한재마을, 기동마을, 돌곡마을로 나뉘며 제1구는 한재이고 제2구는 기동(基洞)과 돌고개를 합쳐서 여서동을 이루고 있다. 1986년에는 돌고개가 행정구역 변경으로 오림동으로 편입되었다.

## 법정동
- 여서동

### 교통
- 여수공항 (17km)
- 여수엑스포역 (5km)

## 교육
- 여수부영초등학교 (대치3길 27)
- 한영고등학교 (장군산길 18-43)
- 한영대학교 (장군산길 18-43)

## 기관
- 광주은행 여서동지점 (여서1로 8)
- 여수백병원 (여서1로 50)
- NH농협은행 여수센트럴지점 (여서1로 53)
- 여수여서동우체국 (여서1로 95-3)
- 여수시의회 (여서1로 107)
- 여수지방해양수산청 (여서1로 107)
- 한국해양교통안전공단 여수지사 (여서1로 107)
- 해양환경공단 여수지사 (여서1로 107)
- 여수시청 여서청사 (여서1로 107)
- NH농협은행 여수2청사출장소 (여서1로 107)
- 여문파출소 (여문1로 31)
- 여서동주민센터 (여서동5길 17)
- 여수문화병원 (대치3길 26)
- 한국전기안전공사 여수지사 (한재로 2)

## 공원
- 여문공원

## 명소
- 구봉산

## 주거
- 현대건설아파트 (여서로 134)
- 경남1단지아파트 (여서로 304)
- 경남2단지아파트 (장군산길 10)
- 금호아파트 (여서2로 20)
- 주공1단지아파트 (여서2로 39)
- 주공2단지아파트 (여서2로 40)
- 부영5단지아파트(243) (여서2로 55)
- 현대1차아파트 (여문2로 191)
- 현대2차아파트 (여문2로 191)
- 현대3차아파트 (여문2로 197)
- 부영5단지아파트(242) (여서동1길 33)

## 도로명주소 목록
- 대치1길
- 대치2길
- 대치3길
- 문수로
- 여문1로
- 여문2로
- 여문문화1길
- 여문문화길
- 여서1로
- 여서2로
- 여서동1길
- 여서동2길
- 여서동3길
- 여서동4길
- 여서동5길
- 여서동6길
- 여서동7길
- 여서로
- 장군산길
- 한재로